# 溝谷
溝谷（みぞたに）は、京都府京丹後市弥栄町の地名。大字としての名称は弥栄町溝谷（やさかちょうみぞたに）。
丹後半島を日本海側に抜ける主要道路である府道656号線が通る竹野川沿いにあり、対岸の和田野地区とともに弥栄町の中心的な集落である。

## 名称
溝谷は、竹野川とその支流の溝谷川が合流する付近に位置する。溝谷は昔、「トの邑」（外村）と称したという。『丹後旧事記』によれば、地名は丹波道主命が外村に建立した溝谷神社から流れ出る、川の谷口に当たることに由来するという。しかし、溝谷という地形上の地名がまずあって、後に神社名になったものであろう。

## 地理

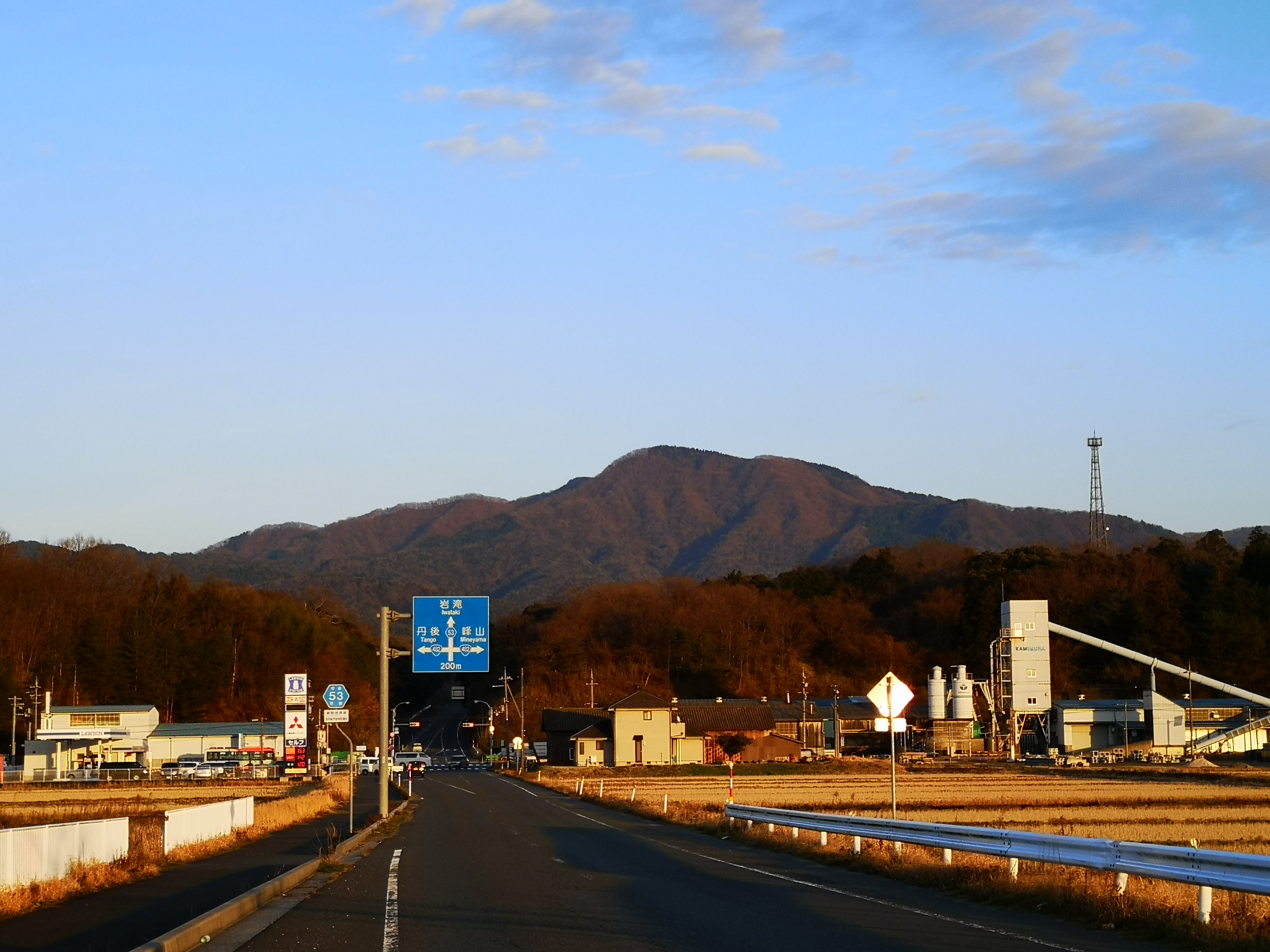
溝谷から見た金剛童子山

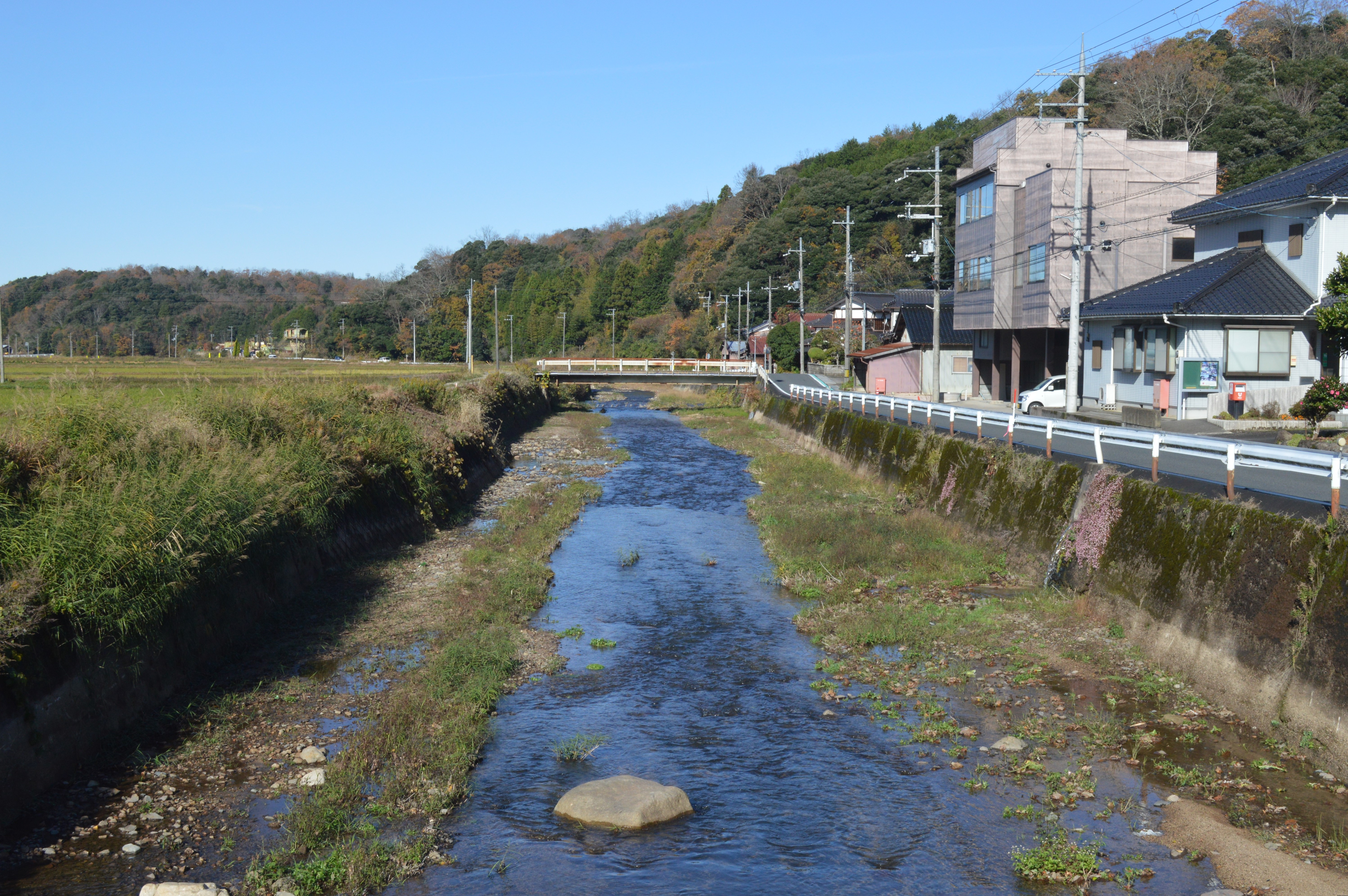
外村を流れる溝谷川

大字としての弥栄町溝谷は、溝谷区（溝谷地区）と外村区（外村地区）の2区で構成される。標高620メートルの高尾山に端を発する溝谷川は、弥栄町等楽寺、外村区、溝谷区を流れ、和田野で竹野川に合流している。
溝谷には弥栄町の主要施設が集まっている。京丹後市弥栄庁舎、京丹後市立弥栄中学校、京丹後市立弥栄病院、京都北都信用金庫弥栄支店、JA京都弥栄支店、弥栄町地域公民館などがある。峰山と間人などを結んでいる国道482号が集落内を通っている。

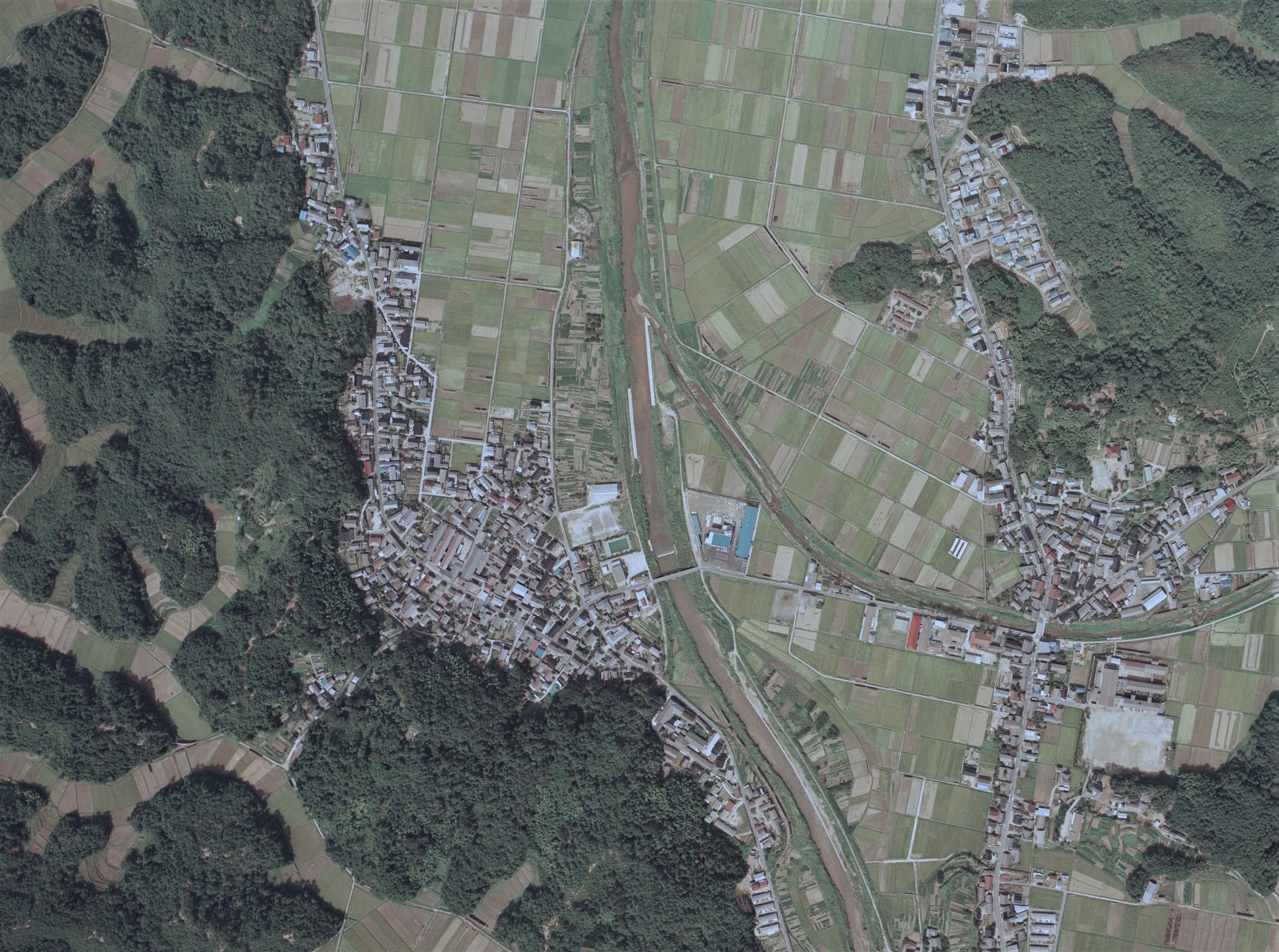
弥栄町和田野（左）、竹野川（中央）、弥栄町溝谷（右）

## 歴史

### 古代・中世・近世
伊根の妙光寺の鐘には、天文23年（1554年）6月28日という日付と「舟木庄溝谷」と刻まれており、戦国時代には既に溝谷という地名が見られた。
近世の溝谷村は宮津藩領であり、枝村として外村があった。『慶長郷村帳』によると村高は1250石余だったが、この後外村が分村独立し、『延宝郷村帳』によると村高は838石余、『宝永村々辻高帳』によると979石余、『天保郷帳』や『旧高旧領』によると984石余だった。溝谷村は間人街道と岩滝街道が交差する交通の要地だった。

### 近代
1868年（慶応4年）には宮津県、1871年（明治4年）には豊岡県の所属となり、1876年（明治9年）には京都府の所属で落ち着いた。1876年（明治9年）には外村を合併している。1889年（明治22年）時点の戸数は431戸、人口は1639人だった。1889年（明治22年）4月1日には溝谷村と等楽寺村の2村が合併して町村制を施行し、竹野郡溝谷村が発足した。
1893年（明治26年）には溝谷・吉野・鳥取・深田4か村組合立溝谷高等小学校を創設した。1910年（明治43年）には組合立溝谷高等小学校が解散し、1911年（明治44年）には溝谷尋常小学校に高等科が並置された。
1927年（昭和2年）3月7日には北丹後地震が発生し、震源に近い竹野郡や中郡では大きな被害があった。溝谷村は郷村断層から約5キロメートルの距離にあり、溝谷区の219戸中9戸（4%）、外村区の117戸中1戸（1%）が倒壊している。
1933年（昭和8年）2月1日、溝谷村・鳥取村・吉野村・深田村が合併して弥栄村が発足。弥栄村の大字として溝谷が設置された。

### 現代

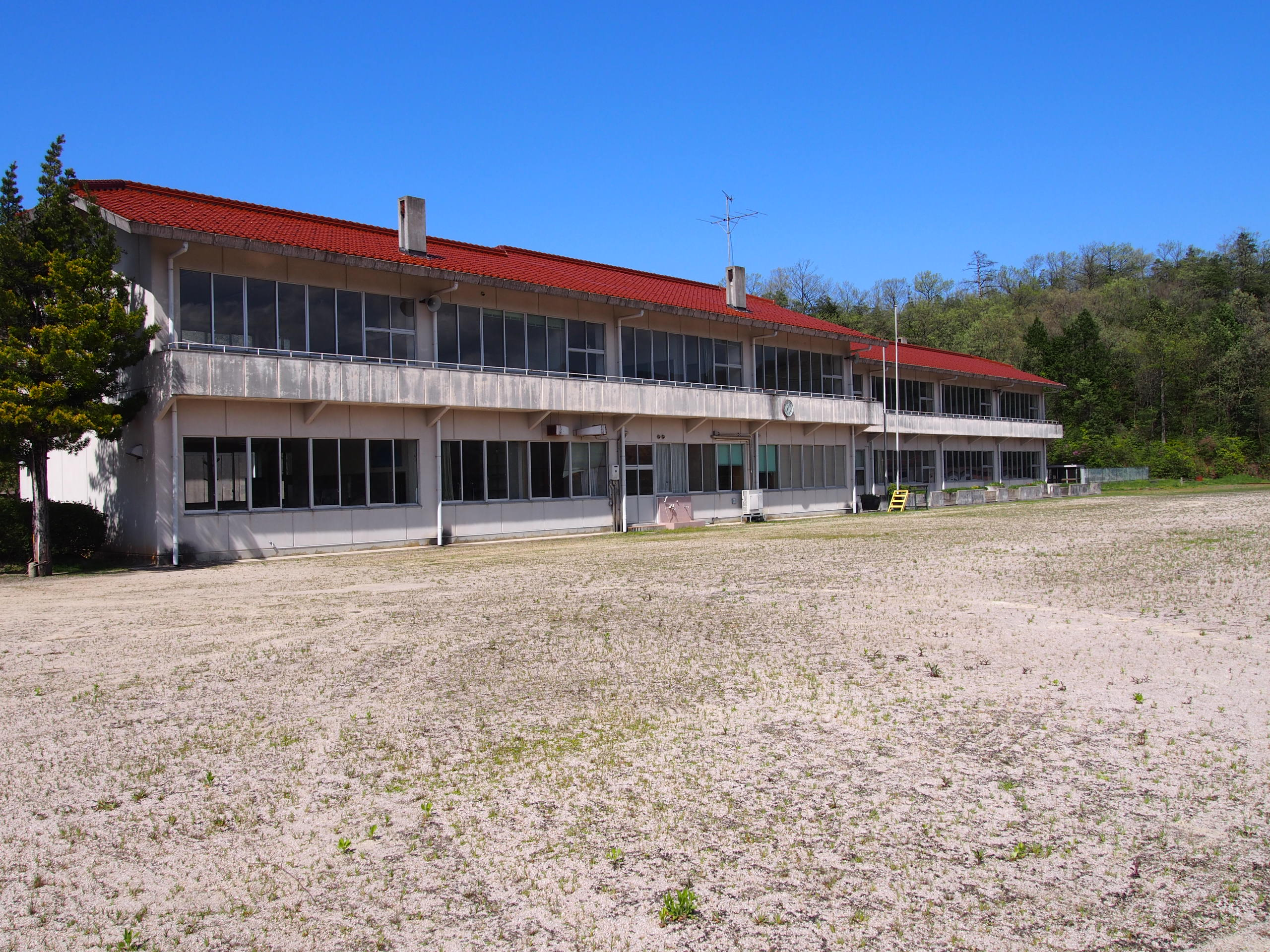
2014年に閉校した溝谷小学校

1955年（昭和30年）3月1日には弥栄村と野間村が合併して弥栄町が発足。弥栄町の大字として溝谷が設置された。
1982年（昭和57年）時点の世帯数は329世帯、人口は1318人だった。
2004年（平成16年）4月1日、弥栄町が周辺5町と合併して京丹後市が発足。京丹後市の大字として弥栄町溝谷が設置された。2013年（平成25年）12月31日時点の外村区の世帯数は104世帯、人口は267人であり、2014年（平成26年）12月31日時点の溝谷区の世帯数は362世帯、人口は825人だった。
2014年（平成26年）3月、京丹後市立溝谷小学校を含む弥栄町の4小学校が閉校し、新たに京丹後市立弥栄小学校が開校した。

## 産業

### 酒造業

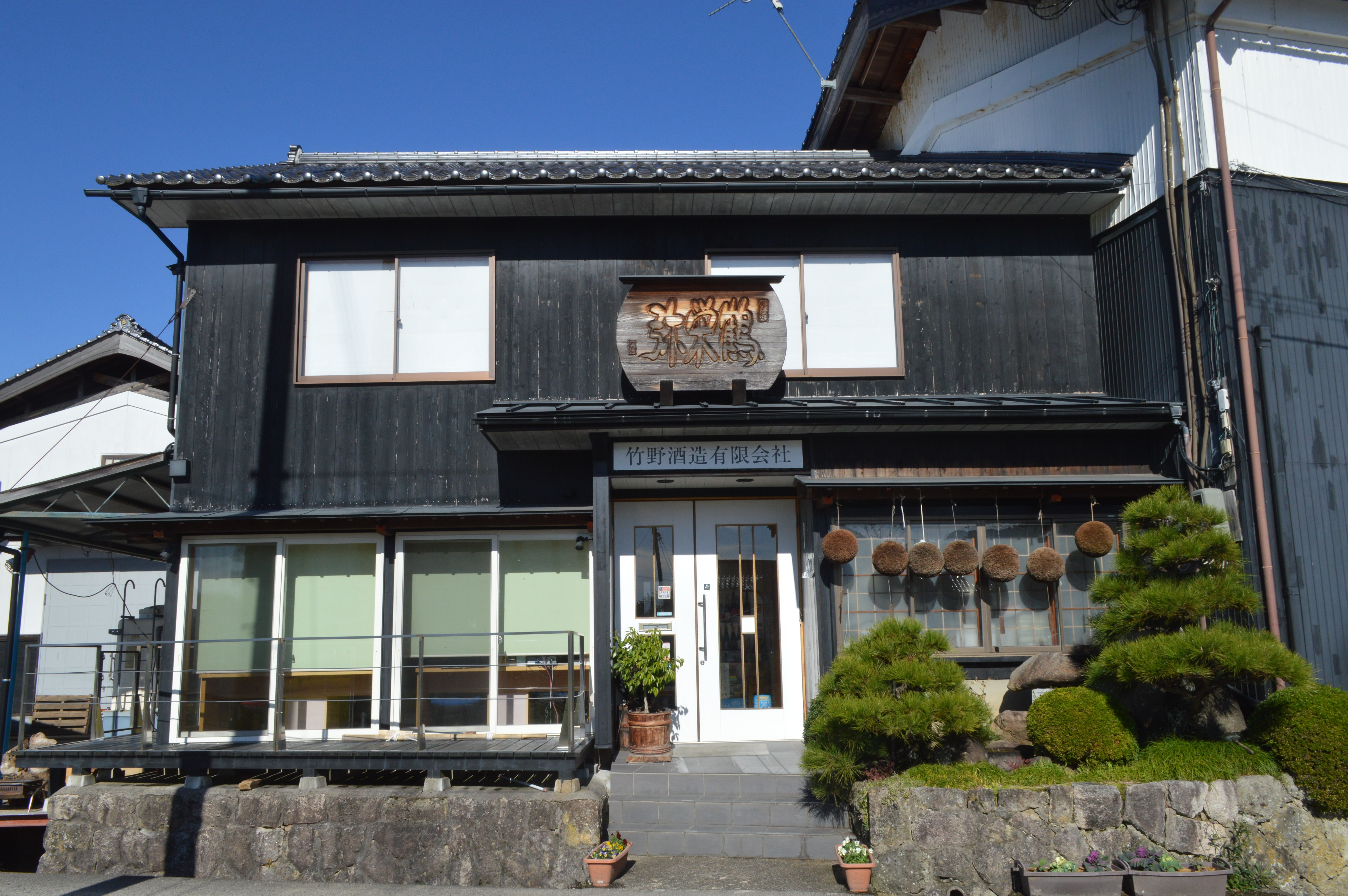
竹野酒造

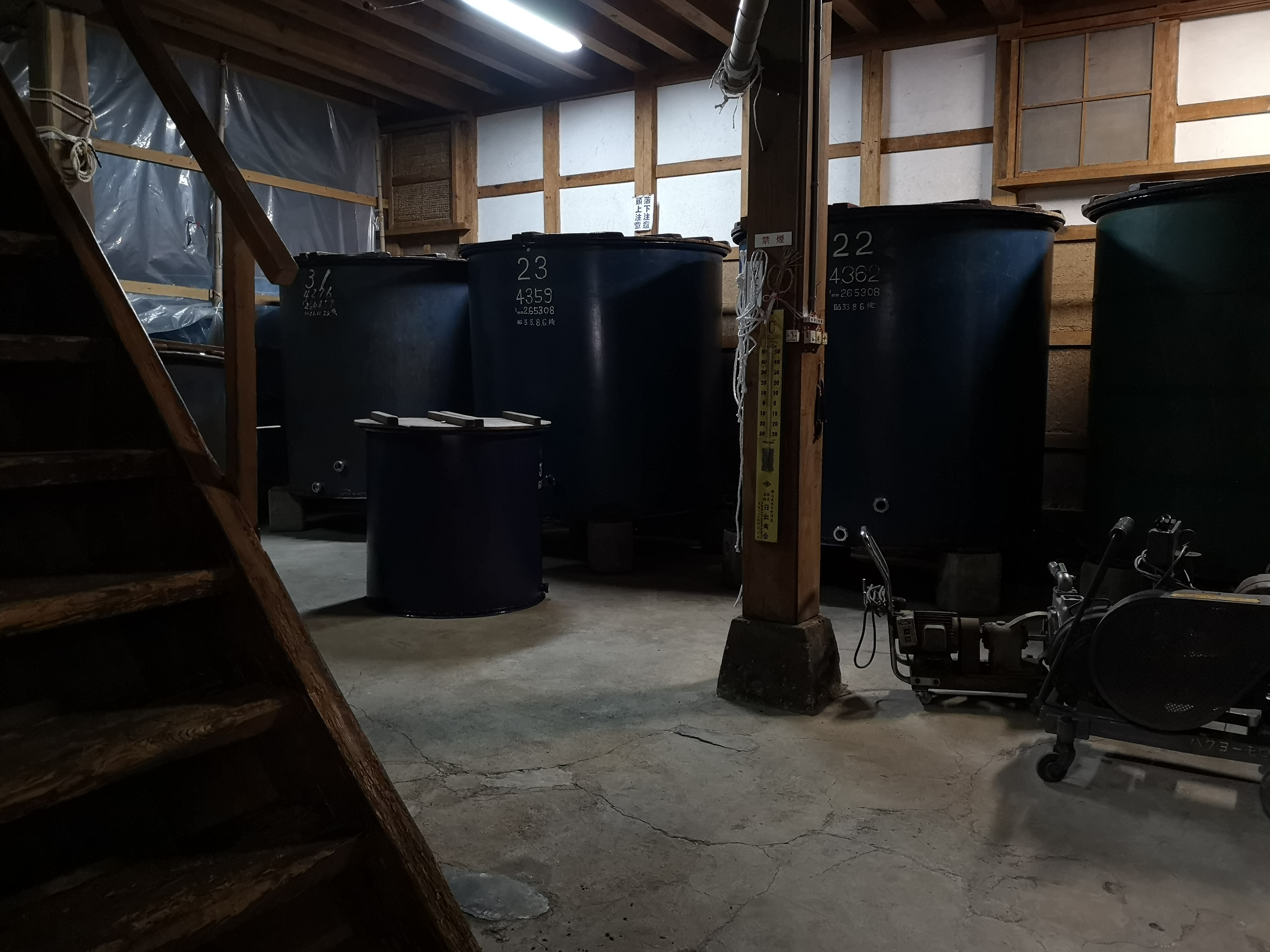
吉岡酒造場

- 竹野酒造 - 溝谷区。代表銘柄は「弥栄鶴」と「亀の尾蔵舞」。嘉永元年（1848年）創業の行待酒造場を前身とし、戦後の1947年（昭和22年）に竹野酒造として再建された[8]。2006年（平成18年）に近隣の清酒醸造メーカーと共同で焼酎蔵「丹後蔵」を設立したり、2008年（平成20年）以後に酒蔵を広く開放するイベント「蔵舞Bar」を開催するなど、地域とつながる活動を広く行っている。
- 吉岡酒造場 - 外村区。代表銘柄は「吉野山」。寛政元年（1789年）創業[9]。杜氏と溝谷集落在住の蔵人のみで受け継がれてきた丹後杜氏の伝統的な酒蔵のひとつ[10]。少量手づくりの酒造りで、すべての酒を昔ながらの木槽で搾る現代には珍しい酒蔵である[11]。地元で産出するコメを原料とし、金剛童子山の伏流水で酒を醸す地産の酒造りを旨とする[9]。

### 農業
2005年（平成17年）から溝谷の水田の一部では、アイガモ農法による稲作が行われている。無農薬で生産された「祭り晴」は、地元の竹野酒造で製造される銘柄「笑顔百薬」の原料となる。
1992年（平成4年）から1997年（平成9年）にかけて国営農地の弥栄町奈具岡団地が造成され、1994年（平成6年）に営農が開始された。造営面積は24.1ヘクタール、営農面積は18.0ヘクタールであり、黒大豆・ネギ・ニンジン・ダイコン・大カブなどが生産されている。造営の際には弥生時代中期の遺跡である奈具岡遺跡の調査が行われ、水晶製玉作りの工房跡から出土したガラス製品は「奈具岡遺跡出土品」として国の重要文化財に指定されている。

### うめや本舗
眼鏡屋のメガネショップ ウメダは地域特産品の製造販売も行っており、丹後ばらずし、みそ漬け京の若サワラ寿しなどを販売している。
プロ野球で戦後初の三冠王を獲得し、監督としても名采配を振るった京丹後市出身の野村克也の名言と似顔絵を包装紙にあしらったせんべい「ノムさんのボヤキせんべい」を2021年（令和3年）10月に発売した。
2021年（令和3年）8月から京都府北部で水揚げされる脂ののった旬のクロマグロを使用した冷凍マグロ寿司の販売を始めた。

## 教育

### 溝谷小学校
1872年（明治5年）に小学校令が公布されると、1874年（明治7年）5月には溝谷小学校が開校した。1881年（明治14年）には外村小字下地に校舎が新築されたが、1896年（明治29年）8月30日には洪水のために流出し、萬願寺を仮校舎とした。1899年（明治32年）には溝谷小字穴が下に校舎が新築された。
1911年（明治44年）には吉野村溝谷村組合立高等小学校が解散したことで、溝谷小学校に高等科が併設されて溝谷尋常高等小学校に改称した。1921年（大正10年）には溝谷小学校の大部分が焼失し、隔離病舎を仮校舎とした。1924年（大正13年）には等楽小学校を統合した。
1933年（昭和8年）には弥栄村が発足し、弥栄村立溝谷尋常小学校に改称した。1941年（昭和16年）には国民学校令により、溝谷尋常小学校が弥栄村立国民学校に統合され、弥栄村立国民学校の分教場となった。1947年（昭和22年）には弥栄村立溝谷小学校に改称した。1955年（昭和30年）には弥栄町が発足し、弥栄町立溝谷小学校に改称した。
1977年（昭和52年）、弥栄町溝谷168番地の新校地に移転した。弥栄町でも少子高齢化や過疎化が進行したことで、2012年（平成24年）には学校再配置基本計画が策定され、弥栄町の4小学校の統合が決定された。2014年（平成26年）3月2日、溝谷小学校の閉校式が行われた。2014年（平成26年）4月1日には京丹後市立鳥取小学校の場所に京丹後市立弥栄小学校が開校している。
2015年度から2016年度には、京丹後市によって旧溝谷小学校校舎に新シルク産業創造館が整備され、京都工芸繊維大学と連携して人工飼料を用いた無菌周年養蚕の基礎研究を行っている。
| 溝谷小学校の児童数の変遷 | 溝谷小学校の児童数の変遷 | 溝谷小学校の児童数の変遷 |  |
| ------------------------ | ------------------------ | ------------------------ |  |
| 1952年度（昭和27年度）   | 244人                    |                          |  |
| 1960年度（昭和35年度）   | 190人                    |                          |  |
| 1970年度（昭和45年度）   | 147人                    |                          |  |
| 1980年度（昭和55年度）   | 140人                    |                          |  |
| 1990年度（平成2年度）    | 125人                    |                          |  |
| 2000年度（平成12年度）   | 68人                     |                          |  |
| 2010年度（平成22年度）   | 69人                     |                          |  |
| 2013年度（平成25年度）   | 51人                     |                          |  |

## 施設

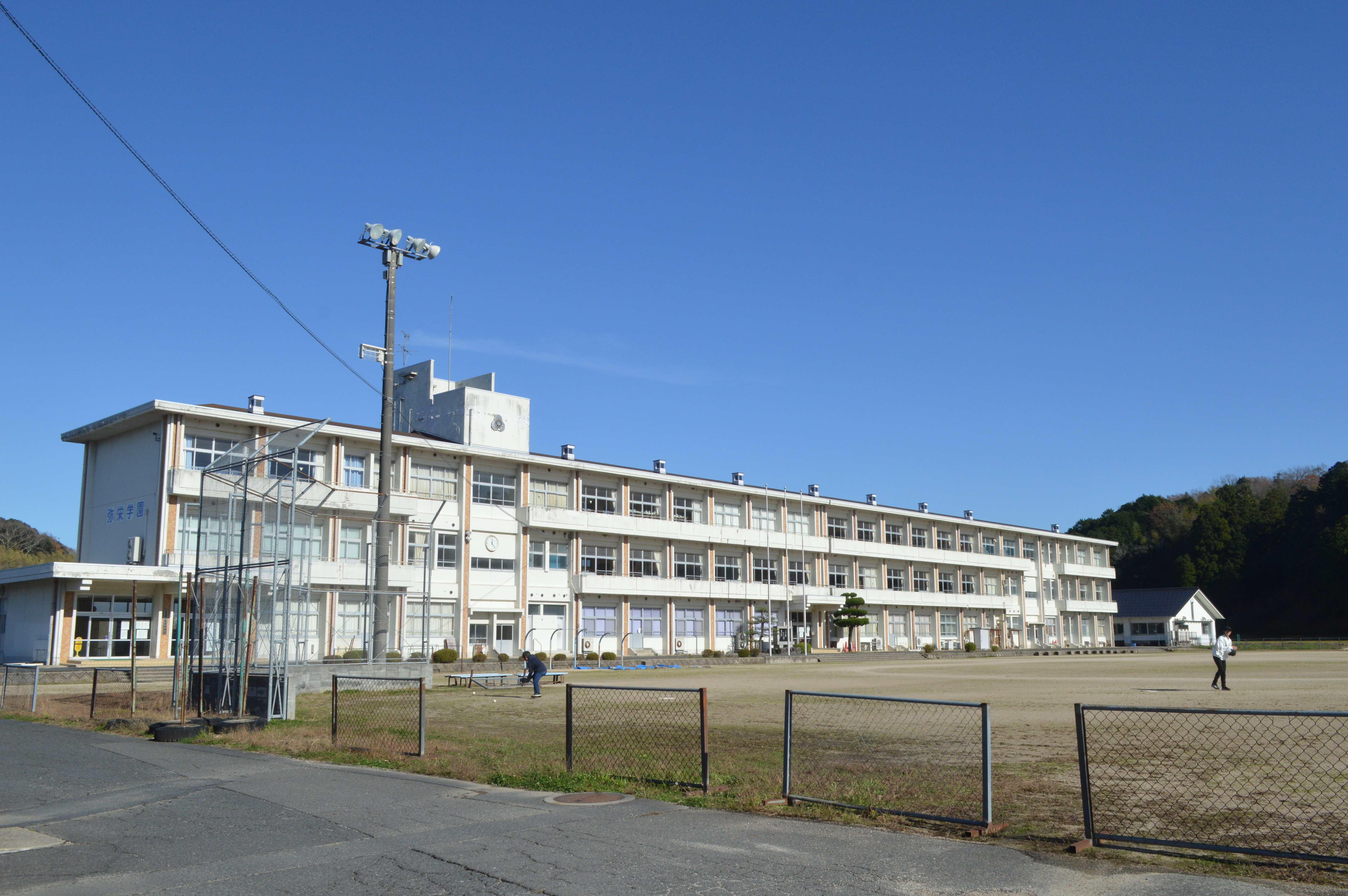
京丹後市弥栄庁舎
- 京丹後市立弥栄中学校

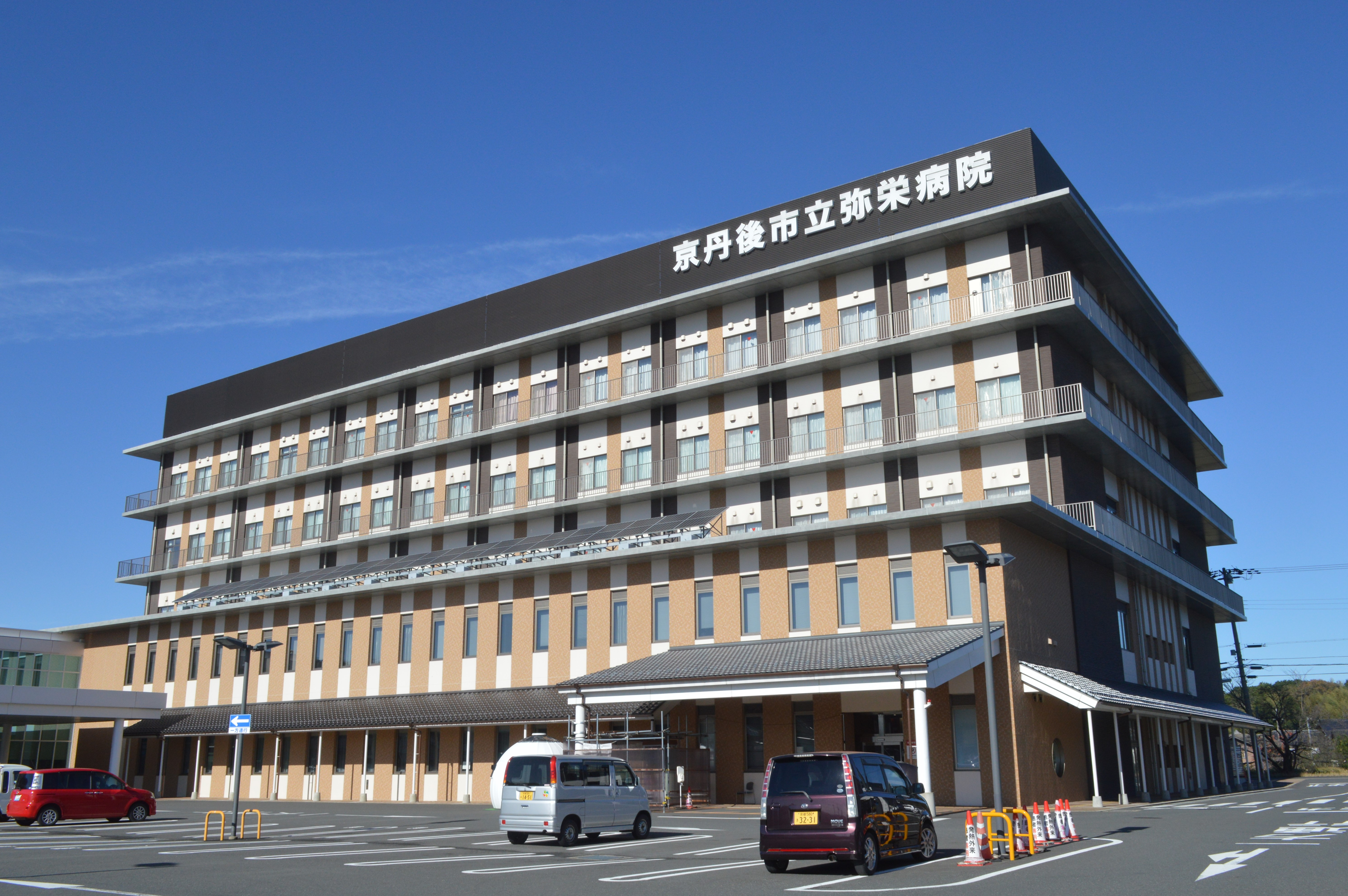
京丹後市立弥栄病院

- 京丹後市立溝谷小学校（廃校） - 2014年（平成26年）3月閉校。
- 京丹後市立弥栄病院
- 京都北都信用金庫弥栄支店
- JA京都弥栄支店
- 弥栄地域公民館

- 京丹後市立弥栄中学校

## 名所・旧跡

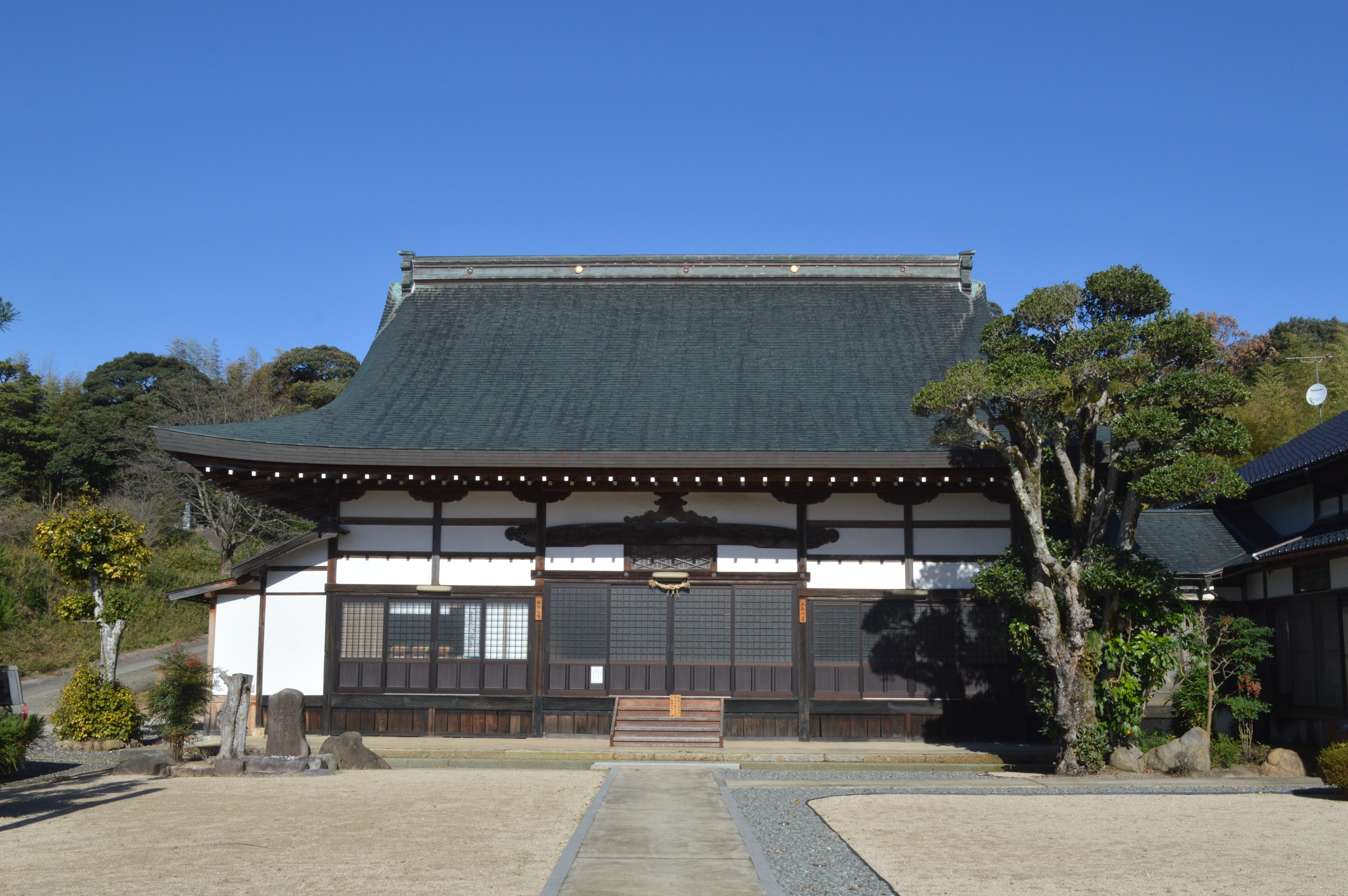
龍渕寺

- 奈具岡遺跡 - 弥生時代中期の遺跡。水晶玉作り工房跡は日本有数の規模と年代であるとされ、「奈具岡遺跡出土品」は国の重要文化財に指定されている[14]。
- 溝谷神社 - 外村区。式内社。溝谷村の氏神。石灯籠は京都府指定文化財[6]。戦国時代にいたるまで武門の崇敬を集めたほか、江戸時代末期には天皇家の式法行事を執行した。
- 龍渕寺 - 溝谷区。曹洞宗の寺院。山号は興国山。本尊は聖観音菩薩。慶安元年（1648年）に智源寺の橘州宗曇和尚の開山、勧室文察和尚の開基と伝わる[2]。同寺の過去帳によると、魚とりが好きな常四郎という村人が、竹野川で網を持ち魚とりをしている時、網に一寸八分の黄金仏がかかり寺に納めたという話が伝わっている。この仏像はのちに道照法師作とされた。今はその秘仏はないが、8月17日の観音様の縁日には盆踊りや売店が出て賑やかであった[22]。
- 萬願寺 - 外村区。曹洞宗の寺院。山号は運長山。本尊は観音菩薩。慶長10年（1605年）3月建立と伝わる[6]。境内には高さ約4メートルの不動明王像がある[6]。